# ديفيد دوسن
ديفيد دوسن (7 مارس 1982 في أستراليا - ) (بالإنجليزية: David Dawson)‏ هو لاعب كريكت أسترالي. لعب مع فريق تسمانيا للكريكت وفريق جنوب ويلز الجديد للكريكت ‏.

## وصلات خارجية
- ديفيد دوسن على موقع إي آس بي آن كريك إنفو (الإنجليزية)